# Wimbledon 2015 – ženská čtyřhra legend
Ženská čtyřhra legend na londýnském grandslamu ve Wimbledon 2015 byla hrána v rámci dvou čtyřčlenných skupin. V základní skupině se páry utkaly systémem „každý s každým“. Vítězná dvojice z každé skupiny postoupila do finále.
Obhájcem titulu byl česko-rakouský pár Jana Novotná a Barbara Schettová, který nepostoupil ze základní skupiny.
Soutěž vyhrála bulharsko-australská dvojice Magdalena Malejevová a Rennae Stubbsová, když ve finále přehrála americko-tuniský pár Martina Navrátilová a Selima Sfarová. Po rovnocenném rozdělení úvodních dvou sad 3–6 a 7–5, rozhodl o vítězkách až supertiebreak poměrem míčů [10–8]. Navrátilová se Sfarovou tak odešly z finále poraženy druhý ročník v řadě.

## Herní plán
| Legenda                                                       |                                                                        |                                                   |
| - Q – kvalifikant - WC – divoká karta - LL – šťastný poražený | - Alt – náhradník - SE – zvláštní výjimka - PR/SR – žebříčková ochrana | - w/o – bez boje - r – skreč - d – diskvalifikace |

### Skupina A
|    |                                            | T Austin H Suková | M Bartoli I Majoli | L Davenport MJ Fernandez | M Navrátilová S Sfar | Zápasy | Sety | Hry   | Pořadí |
| A1 | Tracy Austinová Helena Suková              |                   | w/o                | 2–6, 4–6                 | 2–6, 2–6             | 0–3    | 0–4  | 10–24 | 4.     |
| A2 | Marion Bartoliová Iva Majoliová            | w/o               |                    | 2–6, 7–5, [2–10]         | 6–7(3–7), 4–6        | 1–2    | 1–4  | 19–25 | 3.     |
| A3 | Lindsay Davenportová Mary Joe Fernandezová | 6–2, 6–4          | 6–2, 5–7, [10–2]   |                          | 4–6, 1–6             | 2–1    | 4–3  | 29–27 | 2.     |
| A4 | Martina Navrátilová Selima Sfarová         | 6–2, 6–2          | 7–6(7–3), 6–4      | 6–4, 6–1                 |                      | 3–0    | 6–0  | 37–19 | 1.     |

Pořadí bylo určeno na základě následujících kritérií: 1) počet vyhraných utkání; 2) počet odehraných utkání; 3) u dvou párů se stejným počtem výher rozhodoval vzájemný zápas; 4) u tří párů se stejným počtem výher rozhodovalo: a) procento vyhraných setů, b) procento vyhraných her; 5) rozhodnutí řídící komise.

### Skupina B
Pořadí bylo určeno na základě následujících kritérií: 1) počet vyhraných utkání; 2) počet odehraných utkání; 3) u dvou párů se stejným počtem výher rozhodoval vzájemný zápas; 4) u tří párů se stejným počtem výher rozhodovalo: a) procento vyhraných setů, b) procento vyhraných her; 5) rozhodnutí řídící komise.